# Улица Фёдора Кричевского (Киев)
 У́лица Фёдора Криче́вского — улица в Святошинском районе города Киева, местность Святошино.
Протяжённость 760 м.
Пролегает от Берестейского проспекта до конца застройки. Возникла в конце XIX века под названием 3-я Просека. Современное название в честь художника Ф. Г. Кричевского — с 1965 года.
Примыкают улицы Львовская, Верховинная и Михаила Котельникова.

## Географические координаты
координаты начала 50°27′20″ с. ш. 30°21′51″ в. д.
координаты конца 50°26′58″ с. ш. 30°21′55″ в. д.

## Транспорт
- Автобусы 23, 37 (по проспекту Победы)
- Троллейбусы 7, 7к (по проспекту Победы)
- Станция метро «Житомирская»
- Ж.д. станция Святошин
- Маршрутное такси 188, 189, 199, 230, 417, 437, 501, 517, 561 (по проспекту Победы)